# Heiligenhaus
Heiligenhaus is een stad en gemeente in de Duitse deelstaat Noordrijn-Westfalen, gelegen in de Kreis Mettmann. De gemeente telt 26.301 inwoners (31 december 2020) op een oppervlakte van 27,47 km².
De stad bestaat uit de zes stadskernen (Honschaften), namelijk Hetterscheidt, Tüschen, Leubeck, Isenbügel, Oefte en Hasselbeck.

## Afbeeldingen

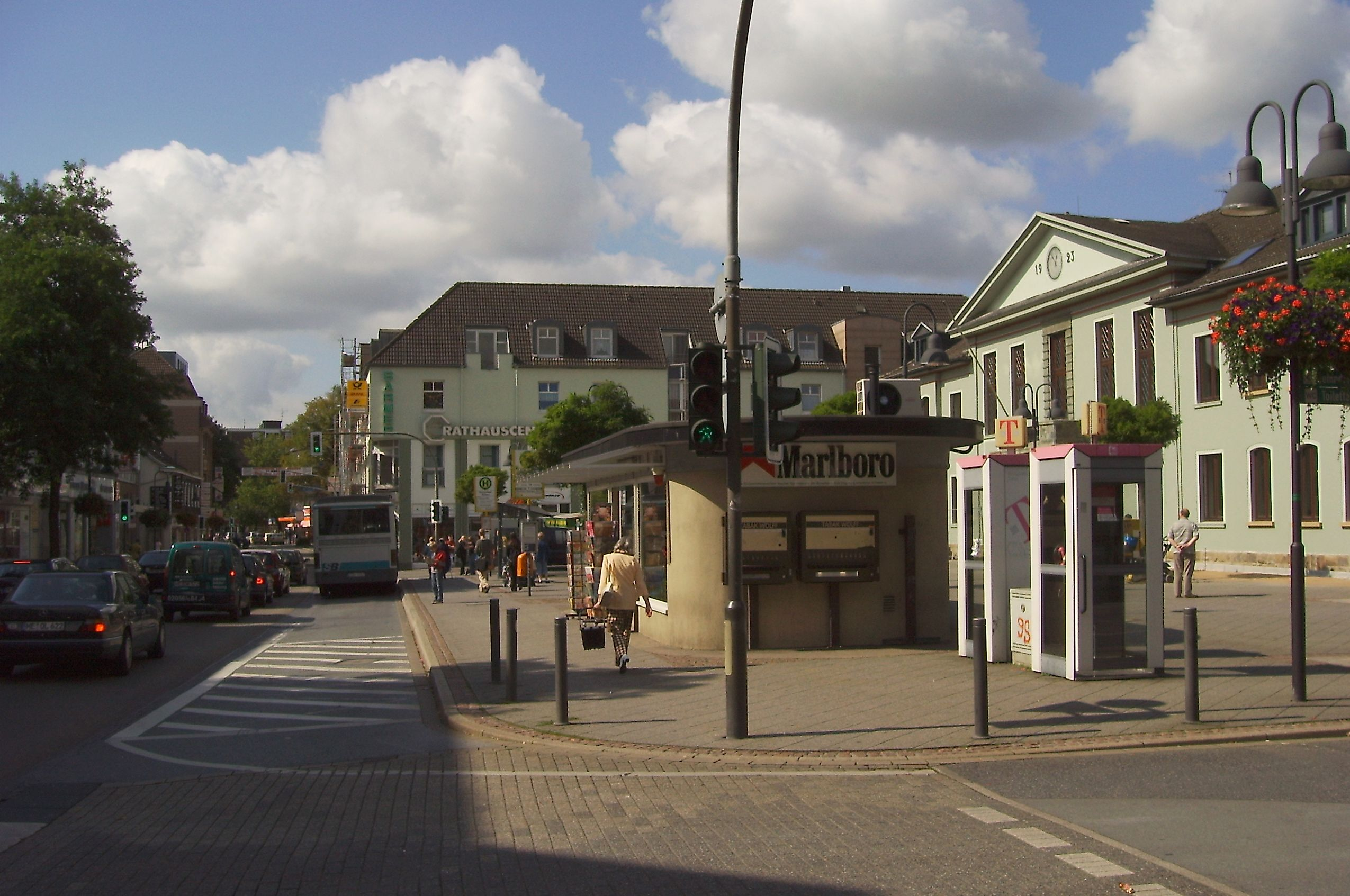
Hauptstraße met rechts gemeentehuis
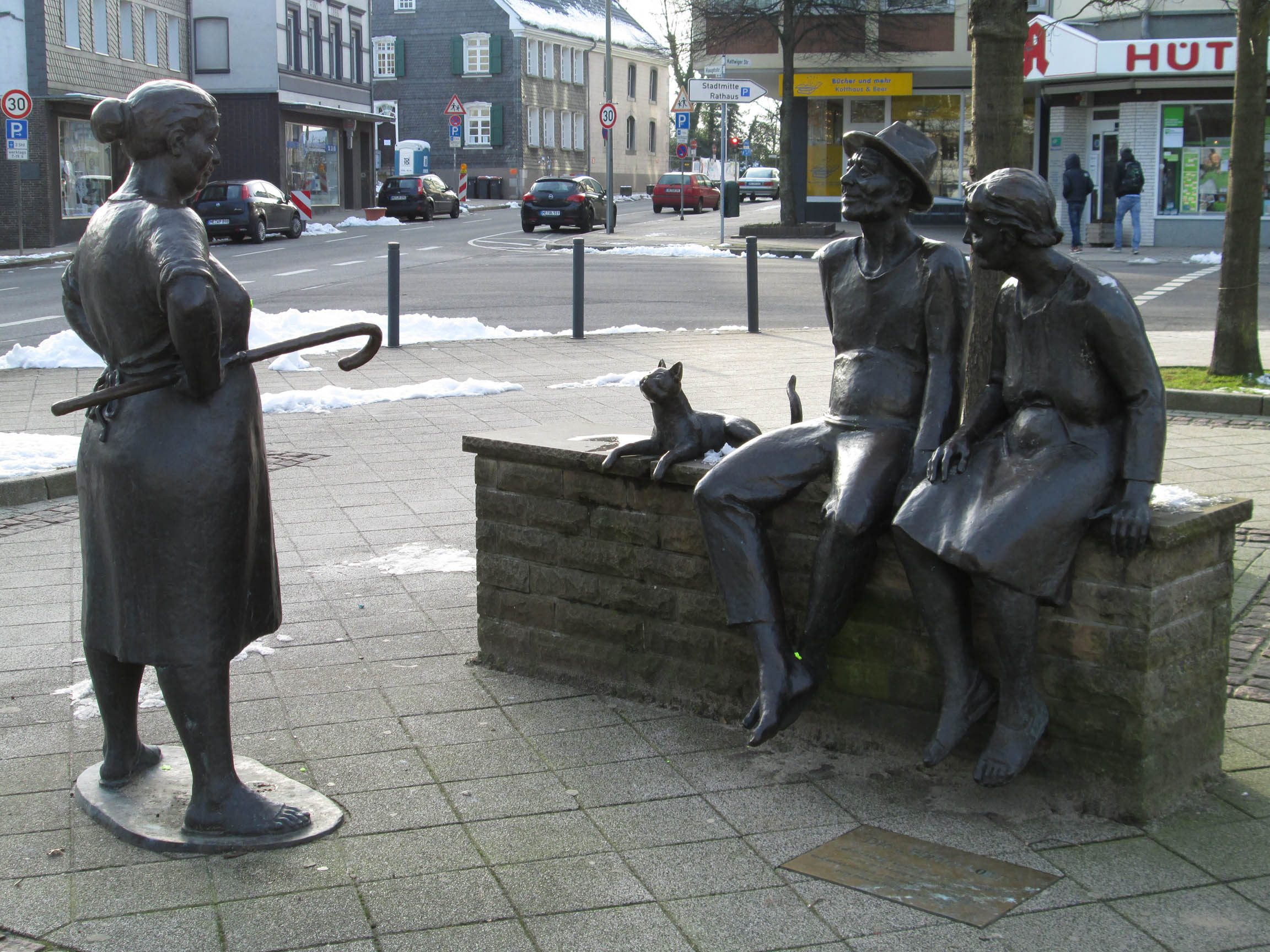
Kirchplatz

Erkrath · Haan · Heiligenhaus · Hilden · Langenfeld · Mettmann · Monheim am Rhein · Ratingen · Velbert · Wülfrath